# Persijap Jepara
Persijap, sigla de Persatuan Sepak Bola Indonesia Jepara, é um time de futebol da Indonésia com sede em Jepara, Java. A média também denomina o clube como Persijap Jepara.
O clube foi fundado em 11 de abril de 1954.

## Patrocinadores e fornecedores de materiais
- Villour (2006–2009)
- Diadora (2009–2010)
- Lotto (2010–2011)
- Mitre (2011-2012)
- Red Warriors (2012-2013)
- Eureka (2013-2014)
- Kool (2014-2015)
- Calsei (2016)
- [[[MBB Apparel|MBB]] (2017)
- Al-Ikhsan (2018)
- Kaki Jersi (2019)[2]